# 桜井鈴茂
桜井 鈴茂（さくらい すずも、1968年4月23日 - ）は、日本の小説家。北海道出身。明治学院大学社会学部社会学科卒業。同志社大学大学院商学研究科中退。

## 来歴・人物
北海道当別町出身。札幌市立札幌開成高等学校卒業後、明治学院大学社会学部社会学科へ進学。卒業後もバンド活動を継続するが、やがて頓挫。バイク便ライダー、大学事務員、祇園のスナックのボーイ、小料理屋店長、水道メーター検診員など、職を転々とする。1999年同志社大学大学院商学研究科に入学。2002年、修士論文を放擲して執筆した「アレルヤ」で第13回朝日新人文学賞受賞。選評では文芸評論家の三浦雅士に「町田康の『勝つことに対する含羞』の次には桜井鈴茂の『明るい敗残者』の物語が続く」と評される。また「フリーター小説」と評されることもあるが、作品内では「フリーター」という単語は使用されていない。オルタナティヴ・ロックをはじめとする英米のポップ・ミュージックに強い影響を受けており、小説内やエピグラフでもたびたび言及している。

## 作品リスト

### 単行本
- アレルヤ（朝日新聞社、2002年10月30日、ISBN 4-02-257787-8 / 双葉文庫、2010年3月14日、ISBN 978-4-575-51339-4）
  - 初出：『小説トリッパー』2002年夏号（抄録）
  - おれのユッキー（文庫版に追加収録、『小説トリッパー』2005年冬号）
- 終わりまであとどれくらいだろう（双葉社、2005年5月5日、ISBN 4-575-23523-7 / 双葉文庫、2008年3月20日、ISBN 978-4-575-51188-8）
  - アヴェ・マリア（文庫版のみ収録、『小説現代』2003年8月号）
  - 終わりまであとどれくらいだろう
- 女たち （フォイル、2009年2月17日、ISBN 978-4-902943-40-5）
  - FOIL WEBにて2007年9月より2008年8月まで連載された10話に3話の書き下ろし作品を加えた全13話の連作短篇集。
  - "Sandra"（上記の1作品「サンドラ」の英訳）
- 冬の旅　(河出書房新社、2011年1月18日、ISBN 978-4-309-02016-7)
  - 冬の旅 Wintertime Voyage (書き下ろし）
  - ウィンタータイム・ブルーズ (『群像』2008年4月号）
- どうしてこんなところに （双葉社、2014年8月24日、ISBN 978-4-575-23873-0 / 双葉文庫、2016年9月18日、ISBN 978-4-575-51925-9)
  - 双葉社文芸webマガジン「カラフル」にて2012年10月25日より2014年2月25日まで連載。
- へんてこなこの場所から   (文遊社、2015年12月10日、ISBN 978-4-89257-115-2)
  - 「夜はサンクチュアリ」（『すばる』2011年2月号）
  - 「しらふで生きる方法」（『すばる』2011年10月号）
  - 「2011年3月のわたしたち夫婦は」（『復興書店 Words & Bonds Vol.07』2011年5月）
  - 「恋をしようよ」（『WB』vol.30 (Spring, 2015)）
  - 「新しい家族のかたち」（『IN THE CITY』2010 Fall / Vol.1 Summer Rain）
  - 「長い夜」（書き下ろし）
  - 「ドロー」（『ダ・ヴィンチ』2008年10月号）
  - 「誰にだって言いぶんはある」（『Nomber Do』vol.19, 2015）
  - 「転轍機」（『群像』2008年9月号）
  - 英訳 "My Wife and Me in March 2011" ( WORDS without BORDERS)
- できそこないの世界でおれたちは（双葉社、2018年4月22日、ISBN 978-4-575-24087-0)
  - 初出：『小説すばる』2017年1月号〜8月号、「アレルヤをもう一度」を改題。

### 単行本未収録作品
- 大人しか判ってくれない（『IN THE CITY』2013 Winter / Vol.7 Sucker DJs)
- 喪服を着て（『文藝』2019春季号）